# Europacup I hockey vrouwen 1992
De 19de editie van de Europacup I voor vrouwen werd gehouden van 17 tot en met 20 april 1992 in Amsterdam.
De hockeydames van Amsterdam H&BC wonnen het toernooi. Voor Nederland deed verder ook HGC mee aan dit toernooi.

## Uitslag poules

### Uitslag poule A
1. Western Klick (9)
2. Eintracht Frankfurt (6)
3. Club de Campo (3)
4. Stade Français (0)

### Uitslag poule B
1. Amsterdam H&BC (9)
2. HGC (6)
3. Slough HC (3)
4. Pegasus LHC (0)

## Poulewedstrijden

### Vrijdag 17 april 1992
- A Club de Campo - Stade Français 3-1 (1-0)
- A Western Klick - Eintracht Frankfurt 3-1 (1-1)
- B HGC - Slough 4-0 (1-0)
- B Amsterdam - Pegasus 4-0 (1-0)

### Zaterdag 18 april 1992
- A Club de Campo - Eintracht Frankfurt 1-5 (0-4)
- A Western Klick - Stade Français 5-1 (2-0)
- B HGC - Pegasus 5-0 (3-0)
- B Amsterdam - Slough 1-0 (1-0)

### Zondag 19 april 1992
- A Stade Français - Eintracht Frankfurt 0-3 (0-2)
- A Western Klick - Club de Campo 2-1 (1-0)
- B Amsterdam - HGC 1-0 (1-0)
- B Pegasus - Slough 1-2 (0-2)

## Finales

### Maandag 20 april 1992
- 4A - 3B Pegasus - Stade Français 0-0 (2-4 wns)
- 3A - 4B Slough - Club de Campo 3-1 (2-0)
- 2A - 2B HGC - Eintracht Frankfurt 6-0 (4-0)
- 1A - 1B Amsterdam - Western Klick 4-0 (3-0)

## Einduitslag
1.  Amsterdam H&BC 

2.  Western Klick 

3.  HGC 

4.  Eintracht Frankfurt 

5.  Slough HC 

5.  Club de Campo 

7.  Stade Français 

7.  Pegasus LHC 